# Teixeira Soares
Teixeira Soares là một đô thị thuộc bang Paraná, Brasil. Đô thị này có diện tích 902,793 km², dân số năm 2007 là 10337 người, mật độ 9,2 người/km².